# The Lifeguard
Pour plus de détails, voir Fiche technique et Distribution.
The Lifeguard est un drame américain coproduit, écrit et réalisé par Liz W. Garcia et sorti en 2013.

## Synopsis
Une journaliste quitte New York pour sa ville natale de Pennsylvanie où elle obtient un job de maître-nageur sauveteur tout en nouant une relation avec un jeune délinquant.

## Fiche technique
- Titre original : The Lifeguard
- Réalisation : Liz W. Garcia
- Scénario : Liz W. Garcia
- Direction artistique : Chris Trujillo
- Décors : Lance R. Walters
- Costumes : Kama K. Royz
- Photographie : John Peters
- Son :
- Montage : Jennifer Davidoff Cook et Elizabeth Kling
- Musique : Fred Avril
- Production : Milan Chakraborty, Liz W. Garcia, Joshua Harto, Mike Landry et Carlos Velazquez
- Société(s) de production : C Plus Pictures et La Pistola
- Société(s) de distribution :
- Budget :
- Pays de production :  États-Unis
- Langue : Anglais
- Format : Couleurs - 35 mm - 1.85:1 - Son Dolby numérique
- Genre : Drame
- Durée :
- Dates de sortie : 
  - États-Unis : 19 janvier 2013 (festival du film de Sundance)
  - États-Unis : 30 juillet 2013

## Distribution

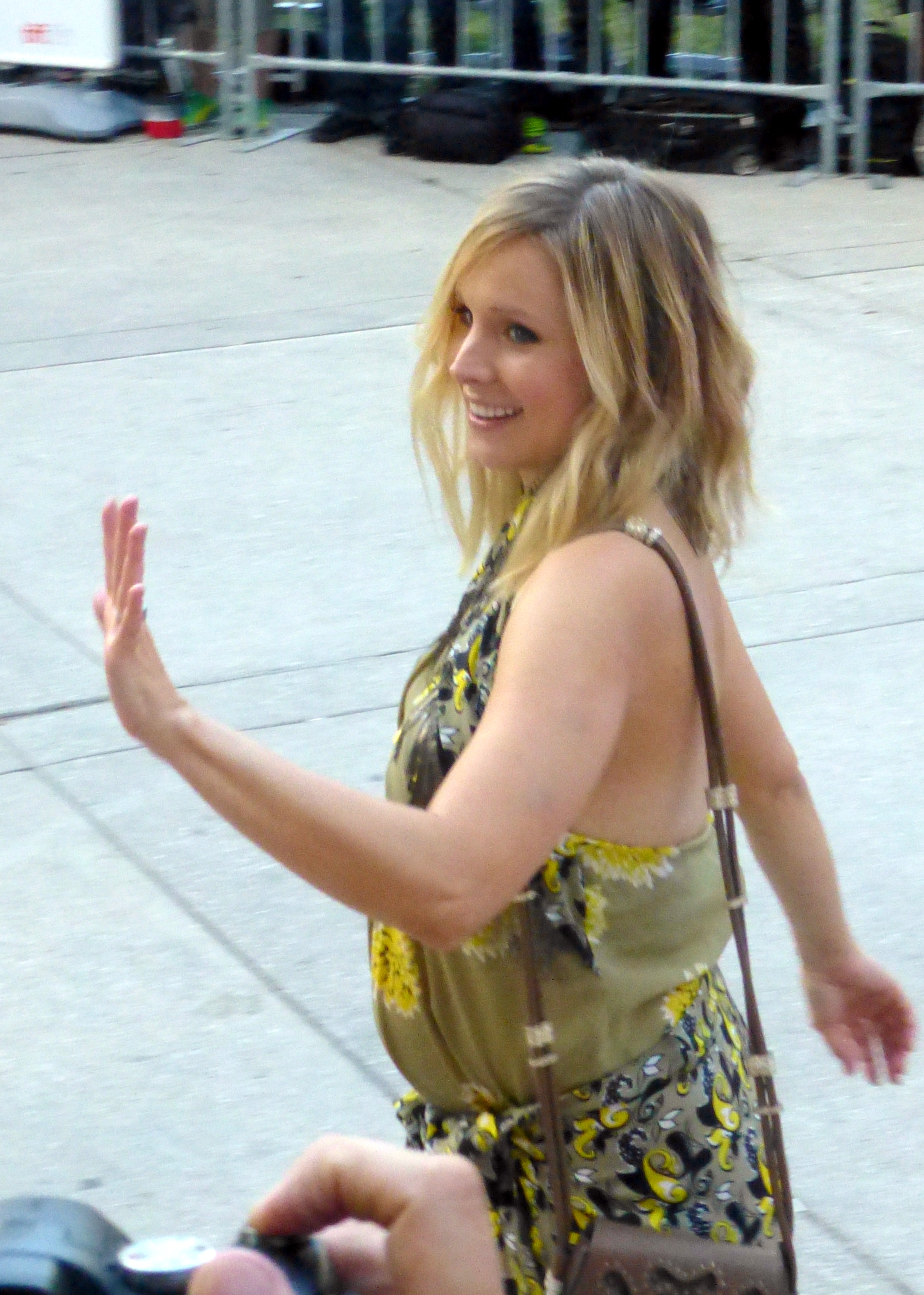
L'actrice principale Kristen Bell au TIFF 2014.

- Kristen Bell : Leigh (VF : Laura Préjean)
- David Lambert : « Little Jason »
- Martin Starr : Todd
- Mamie Gummer : Mel
- Alex Shaffer : Matt
- Amy Madigan : Justine
- Sendhil Ramamurthy : Raj
- John Finn : « Big Jason »

## Distinctions

### Nominations
- Festival du film de Sundance 2013 : sélection « U.S. Dramatic Competition »